# Парангон
Парангон (подвійний боргес) (від фр. parangon — зразок чесноти, діамант чистої води) — друкарський шрифт, кегель якого рівний 18 пунктам (~6,77 мм).

## Історія
Кеглем з висотою що приблизно дорівнює висоті кегля  Парангон  був набраний текст Біблії Гутенберга.
Назва кегля різними мовами
| Російська | Німецька             | Французька   | Голландська   | Італійська | Іспанська      |
| --------- | -------------------- | ------------ | ------------- | ---------- | -------------- |
| Парангон  | 1,5 Cicero (Paragon) | Gros-Romaine | Groote Romein | Parangonel | Petit Paragona |

Розмір кегля Парангон в різних типографських системах:
| Система                               | Кегль метричний (в пунктах) | Розмір в мм | Кегль системи |
| ------------------------------------- | --------------------------- | ----------- | ------------- |
| Німецько-французька нормальна система | 18                          | 6,767       | 18            |
| Система Фурньє                        | 16,6                        | ""          | 18            |
| Німецька (Лейпцигська) система        | ""                          | ""          | ""            |
| Англійська система Вільяма Каслона    | 18,2                        | ""          | 44,5          |
| Англо-американська пунктова система   | 16,88                       | 6,32        | 18            |